# Лидумниеки
Ли́думниеки (латыш. Līdumnieki) — населённый пункт в Циблском крае Латвии. Административный центр Лидумниекской волости. Расстояние до города Лудза составляет около 25 км.
По данным на 2017 год, в населённом пункте проживало 83 человека. Есть волостная администрация, библиотека, эстрада под открытым небом, военный музей и католическая церковь.

## История
Ранее населённый пункт носил название Заболотье.
В советское время населённый пункт был центром Лидумниекского сельсовета Лудзенского района. В селе располагалась центральная усадьба колхоза «Лидумниеки».